# Josia eterusialis
Josia eterusialis är en fjärilsart som beskrevs av Walker 1864. Josia eterusialis ingår i släktet Josia och familjen tandspinnare. Inga underarter finns listade i Catalogue of Life.